# Хлопуша
Хлопу́ша (настоящее имя Афанасий Тимофеевич Соколов; 1714 — 10 июля 1774) — участник пугачёвского восстания, атаман одного из отрядов восставших, до восстания — неоднократно судим и приговорён к каторжным работам за уголовные преступления. Несмотря на не самую значительную роль в ходе восстания, образ Хлопуши, как яркого представителя «взбунтовавшейся черни» с его «буйством и удалью», часто является одним из центральных в художественных произведениях, спектаклях и кинофильмах о Пугачёвщине, например — в повести «Капитанская дочка» Пушкина и драматической поэме «Пугачёв» Есенина.

## Биография

### Разбойник и каторжник
По происхождению — крестьянин, родился в сельце Мошкович Тверского уезда, в вотчине тверского архиерея Митрофана. До пятнадцати лет помогал родителям по «крестьянскому делу», а затем был переведен на оброк и уехал в Москву, где работал по оброку извозчиком. Там он познакомился с шайкой уличных грабителей и участвовал с ними в нескольких преступлениях. Был арестован по обвинению в соучастии в краже серебряных вещей, и поскольку назвался беглым солдатом Черниговского полка, то был наказан шпицрутенами через тысячу человек шесть раз. Затем был отдан в солдаты, совершил побег домой, где и прожил три года. Затем по обвинению в конокрадстве (он выменял лошадь, оказавшуюся краденой) его приговорили «высечь кнутом и послать на житье» в Оренбургскую губернию, где проживал в Бердской слободе, работал по найму в поместьях и на Ашкадарском руднике при Покровском медном заводе (на территории нынешнего Дмитриевского сельсовета в Зилаирском районе Башкортостана), который принадлежал графу А. И. Шувалову. В 1761 году женился на жительнице Бердской слободы Анне Ивановой, в 1763 году у них родился сын, названный Иваном. Участвовал в грабежах, разбойничьих нападениях на дорогах. Возможно, в эти годы приобрёл прозвище Хлопуша (враль, пустомеля, сплетник — из уральского народного говора), так могли называть общительного и разговорчивого человека, умевшего бойко говорить.
В 1768 году он вместе с двумя своими товарищами был арестован за грабеж богатого татарина. По определению Екатеринбургской канцелярии был наказан кнутом «с вырыванием ноздрей и поставлением на лице знаков» и отправлен на каторгу в город Тобольск, откуда бежал, но был схвачен и привезен в город Оренбург. В Оренбурге его «в четвертый раз били кнутом и оставили здесь в городовой работе вечно».

### Пугачёвский атаман
30 сентября 1773 года, при подходе отряда Е. И. Пугачева к Оренбургу, по совету коллежских советников Мясоедова и Тимашева, оренбургский военный губернатор Рейнсдорп приказал доставить Хлопушу из тюрьмы с намерением послать его в лагерь Пугачева с «увещевательными письмами» к яицким, илецким и оренбургским казакам с предложением выдачи самозванца за вознаграждение и помилование за свершенные преступления. Кроме этого ему было поручено сжечь порох и заклепать пушки восставших, за что Хлопуше было обещано помилование и денежное вознаграждение. 2 октября Хлопуша прибыл в Сакмарский городок, где в тот момент находился Пугачёв, объявил о полученном от губернатора поручении и о желании служить в войске восставших. Хлопуше поверили благодаря поручительству знакомого с ним Максима Шигаева, отбывавшего наказание в оренбургском остроге после восстания 1772 года.
17 октября Пугачёв отправил Хлопушу на демидовские Авзяно-Петровские заводы с письмами к приказчикам и указами к заводским крестьянам. Необходимо было найти людей, согласных лить пушки, и организовать их литьё для восставших. Убедив заводских крестьян в том, что во главе войска действительный император Пётр Фёдорович и организовав литье ядер, Хлопуша собрал отряд в 500 человек, взял на заводах 6 пушек, 120 лошадей, стадо быков и прибыл обратно в Бердскую слободу, получив от Пугачёва звание полковника.
В конце ноября Хлопуша участвовал со своим полком в походе повстанческого войска на Верхнеозерную линию укреплений, где после неудачного штурма Верхнеозерной крепости, захватил Ильинскую крепость. Участвовал в боях во время осады Оренбурга, особенно отличившись 13 января 1774 года, когда сделавшие в отсутствие Пугачёва вылазку правительственные войска потерпели поражение, потеряв 281 человек убитыми, 123 человека ранеными; повстанцами были отбиты 13 пушек.
В середине февраля 1774 г. Хлопуша командовал отрядом, совершившим поход на крепость Илецкая Защита, взятую штурмом 18 февраля. В крепости Хлопуша пополнил свой отряд местными солдатами и казаками, а также каторжанами с соляных промыслов.
22 марта 1774 года Пугачев был разбит корпусами Голицына и Мансурова у Татищевой крепости. После поражения Хлопуша спросил разрешения укрыть свою семью, проживавшую в Бердской слободе, в надёжном месте, но был схвачен татарскими старшинами Сеитовой слободы 24 марта, доложившими Рейнсдорпу: «злодеев Хлопушу, трех яицких казаков, в том числе и палача, в ночное время поймав, заковали и к вашему высокопревосходительству при сем отправили, а что касается до жены, сына и имения его, Хлопуши… то мы по рассветании дня, освидетельствовав, за пристойным конвоем отправить имеем».
10 июля 1774 года Оренбургская следственная комиссия вынесла приговор Хлопуше: «одеть на него погребальный саван, вести в оном к эшафоту на городской площади», а там «отсечь голову, для вечного зрения посадить на кол, а тело предать земле», его отрубленная голова после казни была установлена на шесте на центральной площади Оренбурга.

## Образ Хлопуши в художественной литературе, в кино и в театре
- Хлопуша неоднократно упоминается Пушкиным в «Истории Пугачёва» (1834), в повести «Капитанская дочка» (1836) — Хлопуша представлен мудрым политиком, не боящимся спорить с Пугачёвым («Ты поторопился назначить Швабрина в коменданты крепости, а теперь торопишься его вешать. Ты уж оскорбил казаков, посадив дворянина им в начальники; не пугай же дворян, казня их по первому наговору»).
- Яркий образ Хлопуши представлен в драматической поэме Есенина «Пугачёв» (1921). Сергей Есенин любил читать монолог Хлопуши. В архивах сохранилась фонографическая запись монолога в исполнении Есенина[11]. Максим Горький вспоминал: «…когда Есенин читал этот монолог, он всегда бледнел, с него капал пот, он доходил до такой степени нервного напряжения, что сам себе ногтями пробивал ладони до крови каждый раз. Голос поэта звучал несколько хрипло, крикливо, надрывно, и это как нельзя более резко подчеркивало каменные слова Хлопуши. Изумительно искренне, с невероятною силою прозвучало неоднократно и в разных тонах повторенное требование каторжника: „Я хочу видеть этого человека!“ И великолепно был передан страх: „Где он? Где? Неужели его нет?“ Даже не верилось, что этот маленький человек обладает такой огромной силой чувства, такой совершенной выразительностью!»[12]
- На театральной сцене образ Хлопуши был воплощён Владимиром Высоцким в спектакле Юрия Любимова «Пугачёв» по поэме Есенина в театре на Таганке. В одной из рецензий на спектакль говорилось: «Поэтичность и огневой темперамент слагают своеобразный сценический характер Хлопуши в исполнении Высоцкого. Уральский каторжник, стремящийся к Пугачеву, передает в спектакле неистовый мятежный взлет, характерный для размаха „пугачевщины“, взлет, сделавший крестьянское восстание таким устрашающим для самодержавия. Слушая Хлопушу-Высоцкого, словно видишь за ним взвихренную, взбунтовавшуюся народную массу, вспененную могучую лаву, неудержимый поток, разлившийся по царской России. Своеобразный голос артиста способствует силе впечатления, его оттенки как нельзя больше соответствуют характеру Хлопуши, воплощенному в строках есенинских стихов, — сложной человеческой судьбе, надорванному, но не сломленному человеческому духу»[13].
- В фильмах, посвящённых восстанию Пугачёва, роль Хлопуши исполняли актёры: Владимир Уральский в фильме «Пугачёв» (1937 год), Николай Крючков в фильме «Салават Юлаев» (1940 год), мастер эпизода Фёдор Одиноков в фильме «Емельян Пугачёв» (1978 год) .